# المؤسسة التونسية لحقوق المؤلف والحقوق المجاورة
المؤسسة التونسية لحقوق المؤلف والحقوق المجاورة (بالفرنسية: Organisme Tunisien des Droits d’Auteur et des Droits Voisins أو اختصارا OTDAV) وكانت سابقا تسمى المؤسسة التونسية لحماية حقوق المؤلفين، هي مؤسسة تونسية ذات طابع عمومي غير إداري، هدفها الاهتمام بحقوق التأليف في تونس.

المؤسسة السابقة أحدثت طبقا للقانون 94-36 المؤرخ في 24 فبراير 1994، وبدأت نشاطها الفعلي في نوفمبر 1997. بقيت المؤسسة القديمة تعمل حتى بعد الثورة التونسية في 2011.

بعد ذلك تم إحداث المؤسسة الحالية طبقا للأمر عدد 2860 لسنة 2013، المؤرخ في 01 جويلية 2013، وبدأت تعمل في نفس التاريخ.

تقع هذه المؤسسة تحت إشراف وزارة الثقافة.

## المهام
لدى هذه الهيئة عدة مهام، وهي:
- رعاية حقوق المؤلف والحقوق المجاورة والدفاع عن المصالح المادية والمعنوية لأصحاب تلك الحقوق.
- إستخلاص وتوزيع العائدات المتأتية من ممارسة التصرف الجماعي في حقوق المؤلفين وأصحاب الحقوق المجاورة وذلك لصالحهم أو لصالح مستحقيهم.
- تسليم التراخيص المتعلقة بنقل المصنف في صيغة مادية مهما كان نوعها بما في ذلك التسجيلات السمعية والسمعية البصرية أو غيرها.
- ضبط الشروط المالية والمادية لإستغلال المصنفات.
- إدارة جميع الحقوق التي يحول محصولها إلى الصندوق الاجتماعي والثقافي.
- إجراء الاتصالات بالتنسيق مع الهياكل المعنية مع المؤسسات الأجنبية التي تعنى بحقوق المؤلف والحقوق المجاورة وذلك خاصة لغاية:
  - صيانة الحقوق والامتيازات التي أحرزها المؤلفون وأصحاب الحقوق المجاورة لدى المؤسسات المذكورة.
  - إبرام إتفاقيات تمثيل متبادل مع تلك المؤسسات الأجنبية.
- تلقي المصنفات على سبيل التصريح أو الإيداع.
- تحديد نسب ومبالغ المستحقات الراجعة للمؤلفين ولأصحاب الحقوق المجاورة.
- التقاضي لدى المحاكم وإتخاذ جميع الإجراء ات والقيام بجميع الأعمال الهادفة إلى تحقيق أغراضها على أحسن وجه.
- العمل على ترسيخ ثقافة حقوق المؤلف والحقوق المجاورة في تونس وتحسيس مختلف المتدخلين وخاصة منهم المؤلفين والمستغلين للمصنفات والإدارات المكلفة بالسهر على حسن تطبيق التشريع.

## التنظيم
تتكون هذه المؤسسة من:
- المدير العام.
- مجلس المؤسسة الذي يرأسه المدير العام ويتركب من ممثلين عن الوزارات.
- الهياكل المعنية وممثلين عن المؤلفين وفناني الأداء.
- لجان استشارية في مجال الإبداع الموسيقي والأدبي والفني.
- 7 إدارات مختصة تابعة للكاتب العام.

## حماية حقوق المؤلف في تونس
تدوم حماية الحقوق المادية للمؤلف مدى حياته وبقية سنة وفاته وتستمر لمدة خمسين (50) سنة بداية من غرة يناير من السنة الموالية لسنة وفاته وبالنسبة للمصنفات المشتركة تستمر الحماية لمدة خمسين (50) سنة اعتبارا من غرة يناير من السنة الموالية التي توفي فيها آخر المؤلفين المشاركين فيه.

بالنسبة لمصنفات التصوير الشمسي والمصنفات السينمائية والسمعية البصرية، فإن حماية الحقوق المادية للمؤلف تستمر خمسين (50) سنة اعتبارا من تاريخ إنجاز المصنف أو عرضه على العموم بصفة شرعية.

## حماية الحقوق المجاورة في تونس
تستمر مدة حماية الحقوق المادية لفناني الأداء خمسين (50) سنة بداية من غرة يناير من السنة الموالية للسنة التي تم فيها تثبيت الأداء في تسجيل سمعي أو سمعي بصري، وفي صورة عدم تثبيته تستمر الحماية خمسين سنة بداية من غرة يناير للسنة الموالية للسنة التي تم فيها نقل الأداء إلى العموم لأول مرة، وتكون الحقوق المادية كلها أو بعضها قابلة للانتقال عن طريق الإرث أو التصرف القانوني.

تستمر مدة حماية حقوق منتجي التسجيلات السمعية أو السمعية البصرية خمسين (50) سنة بداية من غرة يناير من السنة الموالية للسنة التي تم فيها نشر التسجيل السمعي أو السمعي البصري أو من السنة التي تم فيها التثبيت إذا لم يتم النشر في غضون الخمسين (50) سنة من تثبيت التسجيل السمعي أو السمعي البصري.

تستمر مدة حماية حقوق الهيئات الإذاعية والتلفزية خمسين (50) سنة ابتداء مـن غرة يناير من السنة الموالية للسنة التي تم فيها:
- التثبيت بالنسبة إلى التسجيلات السمعية أو السمعية البصرية والأداء المثبت فيها.
- الأداء بالنسبة إلى الأداء غير المثبت في تسجيلات سمعية أو سمعية بصرية.
- إذاعة البرنامج بالنسبة إلى البرامج الإذاعية أو التلفزية.

## مقالات ذات صلة
- الموقع الرسمي للمؤسسة التونسية لحقوق المؤلف والحقوق المجاورة.